# Dhunnunides
 (septembre 2019).
Les Dhunnunides (aussi Banu Dhi-Noun ou Banu Dhu-Noun) sont une dynastie andalouse d'origine berbère qui régnait dans la taïfa de Tolède de (1023-1092).

## Origines
Les Banu Dhu-Noun (en arabe ذي اﻟﻨﻭﻦ) sont issus de la tribu berbère de Houara qui est arrivée sur la péninsule ibérique lors de la conquête islamique. Son nom de famille vient d'une première arabisation du nom berbère Zannun; qui était le nom d'un de leurs ancêtres. Ils se sont installés au cœur de Santabariyya ou de Shant Bariya (Santaver).

## Les débuts de la dynastie
Au cours de la seconde moitié du neuvième siècle, ils contrôlèrent une grande partie de l'actuelle province de Cuenca depuis son centre du pouvoir à Santabariyya (près de la ville romaine d'Ercavica). Parmi les territoires contrôlés figurent Uclés, Huete, Cuenca, Huélamo, Las Valeras, Alarcón et Iniesta. ils étaient en révolte constante contre le pouvoir omeyyade, conservant une certaine indépendance et faisant périodiquement face à la Tolède. À cette époque, ils constituaient l’une des lignées berbères les plus en vue d'Al-Andalus, cités par les sources pour leurs soulèvements contre le pouvoir émiral.

## Indépendance
Ils ont retrouvé leur autonomie avec le déclin du califat au cours de la première décennie du XIe siècle: alors probablement Abd al-Rahman ibn Dhi-Noun a réussi à forcer le calife omeyyade Sulaiman al-Mustain (1009-10 et 1013-16). ) d’accepter sa nomination en tant que seigneur de Santaver, Huete, Uclés et Cuenca, portant le titre de Nasir al-Dawla. Ce Abd al-Rahman a confié en 1018  à son fils Ismaïl le gouvernement d'Uclés en son nom et l'envoya plus tard à Tolède à la demande des habitants de Tolède, mécontents de leurs dirigeants. Selon Ibn Hayyan , Ismaïl était le premier dirigeant local à rompre officiellement avec le califat en fondant la taïfa de Tolède, bien qu'il n'ait pas donné la date, mais il a été suivi par d'autres.

## Liste des dirigeants de la dynastie
- Abd-ar-Rahman al-Midras ibn Dhi-Nun, à Santaver 1009-1023
- Ismaïl ibn Abd-ar-Rahman al-Zafir, émir de Santaver 1011-1023, titulaire 1023-vers 1029, de Tolède 1029-1043
- Yahia I al-Mamun, emir 1043-1075
- Yahia II al-Qadir, émir 1075-1080 (à Cordoue 1075-1077), deuxième fois à Tolède et à Valence 1081-1085, uniquement à Valence 1085-1092